# Amatiguakius forsberghi
Amatiguakius forsberghi is een vlokreeftensoort uit de familie van de Acanthonotozomellidae. De wetenschappelijke naam van de soort is voor het eerst geldig gepubliceerd in 1991 door Coleman.